# フルルビプロフェン
フルルビプロフェン（flurbiprofen）とは、化学式C15H13FO2で表されるフェニルアルカン酸誘導体の1種である。プロパン酸系の非ステロイド性抗炎症薬として、関節炎による痛みの緩和などに用いられる。なお、フルルビプロフェンはキラル中心を1つ持っていて、基本的にはラセミ体のままで使用されている。このうちのS体のみの物をエスフルルビプロフェン（esflurbiprofen）と言い、2016年現在、エスフルルビプロフェンも臨床で使用されており、英語圏などでは「Tarenflurbil」などと呼ばれることもある。なお、静脈注射用にフルルビプロフェンアキセチル（flurbiprofen axetil）も開発された。

## 一般的な性質
白色の結晶性粉末で、弱い刺激臭がある。メタノール・エタノール・アセトン・ジエチルエーテルに易溶、アセトニトリルに可溶、水に難溶。鏡像異性体があることが知られている。従来はラセミ体のままで用いられてきたものの、シクロオキシゲナーゼを阻害するのはS体のフルルビプロフェンである。そしてS体のみのものがエスフルルビプロフェンとして用いられる場合もある。

## 作用機序
プロスタグランジン生合成酵素であるシクロオキシゲナーゼ阻害作用により、消炎・解熱・鎮痛作用を持つ。フルルビプロフェンを含む貼付薬が、アドフィード（リードケミカル、科研製薬）、ステイバン（トクホン、吉富製薬）、ゼポラス（三笠製薬）の商品名で、内服薬がフロベン（科研製薬）の商品名で販売されている。エスフルルビプロフェンは貼付薬がロコア（大正製薬）の商品名で販売されているが、2枚で薬物濃度がフルルビプロフェン内服薬の通常用量投与時と同程度に達するため、1日あたりの使用は2枚までに制限されている。内服薬は胃腸症状などの副作用が生じることがある。プロドラッグとしてのフルルビプロフェンアキセチルは1992年に、がんの鎮痛などを効能として承認され、ロピオン注（科研製薬）などの商品名で静脈注射用脂肪懸濁液が販売されている。